# Мовчан, Анатолий Яковлевич
Анатолий Яковлевич Мовчан (19 июля 1925, Харьков — 16 августа 1980, Новосибирск) — советский театральный актёр, режиссёр, педагог, народный артист РСФСР.

## Биография
Анатолий Яковлевич Мовчан родился 19 июля 1925 года в Харькове. С октября 1944 года работал диктором Новосибирского облрадиокомитета, с марта 1945 до конца 1946 года — диктором Ленинградского радиокомитета. Учился в Ленинградском театральном институте. В 1947 году окончил Харьковский театральный институт.
В 1947–1970 годах был ведущим актером, режиссёром и одним из творческих лидеров Новосибирского ТЮЗа (сейчас театр «Глобус»). Лучшими его ролями были роли романтических героев-любовников, такие как Ромео («Ромео и Джульетта» В. Шекспира, 1953) и Тристан («Тристан и Изольда» А. Бруштейн, 1960). Работал как режиссёр. Поставил 11 спектаклей в качестве сопостановщика и 13 — как режиссёр-постановщик.
В 1964—1972 годах преподавал в Новосибирском театральном училище.
В 1970—1980 годах работал главным режиссёром Новосибирского театра музыкальной комедии. Стремился преодолеть традиционные опереточные схемы в формировании репертуара, художественном решении спектакля, в актёрском игре. Поставил в театре 28 спектаклей классического и современного репертуара (спектакли по произведениям М. А. Шолохова, В. М. Шукшина ), в том числе произведения новосибирских авторов (Г. Н. Иванова, Г. Я. Гоберника).
Умер 16 августа 1980 года в Новосибирске. Похоронен на Заельцовском кладбище.

## Награды и премии
- Заслуженный артист РСФСР (1956).
- Народный артист РСФСР (1969).
- Орден Трудового Красного Знамени.
- Нагрудный значок «Отличник культурного шефства над Вооружёнными Силами СССР».

## Работы в театре

### Актёр
- 1948 — «Доходное место» А. Островского — Белогубов
- 1948 — «Аттестат зрелости» Л. Гераскиной — Ваня
- 1948 — «Овод» Э. Войнич — Рикардо
- 1950 — «Гастелло» И. Штока — Виктор Степаненко
- 1950 — «Сильные духом» Д. Медведева, А. Гребнева — Приходько
- 1951 — «Ревизор» Н. Гоголя — Хлестаков
- 1953 — «Ромео и Джульетта» В. Шекспира — Ромео
- 1960 — «Тристан и Изольда» А. Бруштейн — Тристан
- 1963 — «Ромео и Джульетта» В. Шекспира — Меркуцио
- 1966 — «Чайка» А. Чехова — Тригорин
- 1968 — «На дне» М. Горького — Бубнов
- «Мария Стюарт» Ф. Шиллера — граф Лестер

### Режиссёр-постановщик
- 1960 — «Тристан и Изольда» А. Бруштейн
- 1962 — «Именем революции» М. Шатрова
- 1963 — «Белеет парус одинокий» В. Катаева
- 1964 — «Сотворившая чудо» У. Гибсона
- 1966 — «Мария Стюарт» Ф. Шиллера
- 1966 — «Чайка» А.П. Чехова
- 1969 — «Девочка и апрель» Т. Ян

## Фильмография
- 1961 — Короткое затишье (короткометражный)